# Jonasz Baum
Jonasz Baum (ur. 27 grudnia 2004 w Warszawie) – polski szachista, mistrz międzynarodowy od 2020 roku.

## Kariera szachowa
Udział w zawodach szachowych zaczął od startu w indywidualnych mistrzostwach Polski juniorów w 2012 w Pradze, gdzie zajął 22. miejsce. Czterokrotnie zdobył medale mistrzostw Polski juniorów: srebrny w Szczyrku w 2012 (do 8 lat), brązowy w Sypniewie w 2018 (do 14 lat), brązowy w Szklarskiej Porębie w 2021 (do 18 lat) i złoty w Sypniewie w 2022 (do lat 18). Został też medalistą mistrzostw Polski juniorów w szachach szybkich oraz dwukrotnym medalistą mistrzostw Polski juniorów w szachach błyskawicznych (w tym mistrzem Polski: Koszalin 2016 – do 12 lat). Trzykrotnie reprezentował Polskę w mistrzostwach Europy juniorów, uzyskując najlepszy wynik w 2014 w Batumi (19. m. na MEJ do 10 lat).
Najwyższy ranking w dotychczasowej karierze osiągnął 1 września 2023, z wynikiem 2436 punktów.

## Osiągnięcia
Indywidualne mistrzostwa Europy juniorów:
- Praga 2012 – XXII m[5]
- Batumi 2014 – XIX m[5]
- Praga 2016 – LXXVI m[5]

Indywidualne mistrzostwa Polski juniorów:
- Szczyrk 2012 – srebrny medal[6]
- Jastrzębia Góra 2014 – X m[11]
- Olecko 2016 – V m[12].
- Sypniewo 2018 – brązowy medal[7]
- Szklarska Poręba 2020 – VI m[13]
- Szklarska Poręba 2021 – brązowy medal[8]
- Sypniewo 2022 – złoty medal[9]

Drużynowe mistrzostwa Polski juniorów:
- Ustroń 2020 – srebrny medal[14]

Wybrane sukcesy w innych turniejach:
- 2015 – dz. II m. w Warszawie (Cztery Pory Roku 2014/15, IV turniej)[1]
- 2019 – III m. we Wrocławiu (Polonia Wrocław Master Cup – IM)[1]
- 2019 – III m. w Białymstoku (Memoriał Ludwika Zamenhofa, open A)[15]
- 2022 – dz. II m. w Bassano del Grappa (2° Festival di Pasqua a Bassano)[1]